# Illustrirte Zeitung

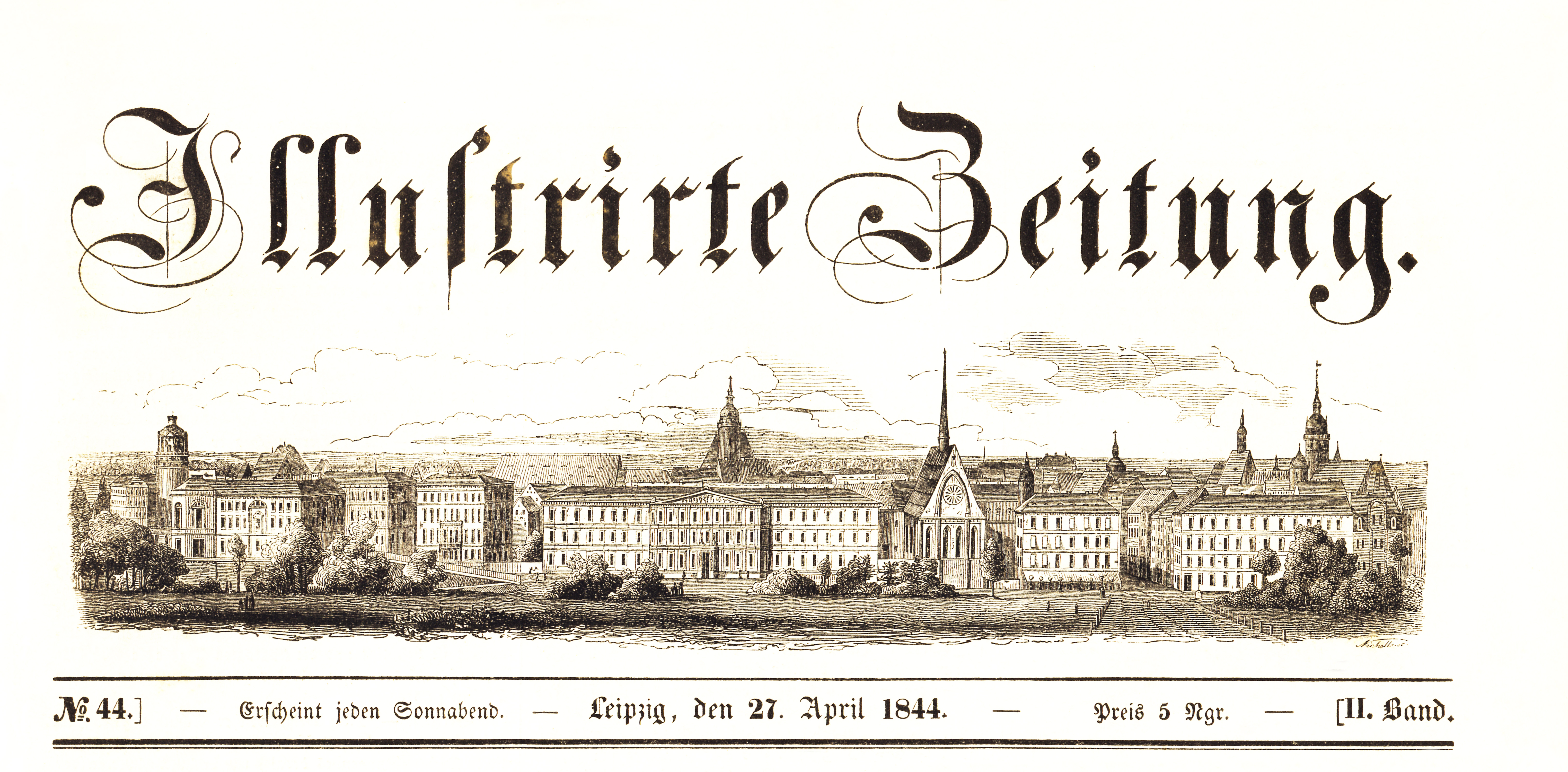
Illustrirte Zeitung den 27 april 1844.

Illustrirte Zeitung var en tysk veckotidning, utgiven från 1842 av J. J. Webers förlag i Leipzig. Tidskriften lades ned 1944, och var då den äldsta i sitt slag i Tyskland.